# Evian
Evian er et fransk mineralvandsmærke. Vandet stammer fra flere kilder nær Évian-les-Bains på sydbredden af Genevesøen. Evian er ejet af Danone.
Societe des Eaux Minerales blev etableret i 1829 i Évian-les-Bains.